# XXX століття до н. е.
XXX століття до нашої ери — часовий проміжок між 1 січня 3000 року до н. е. та
31 грудня 2901 року до н. е.

## Події

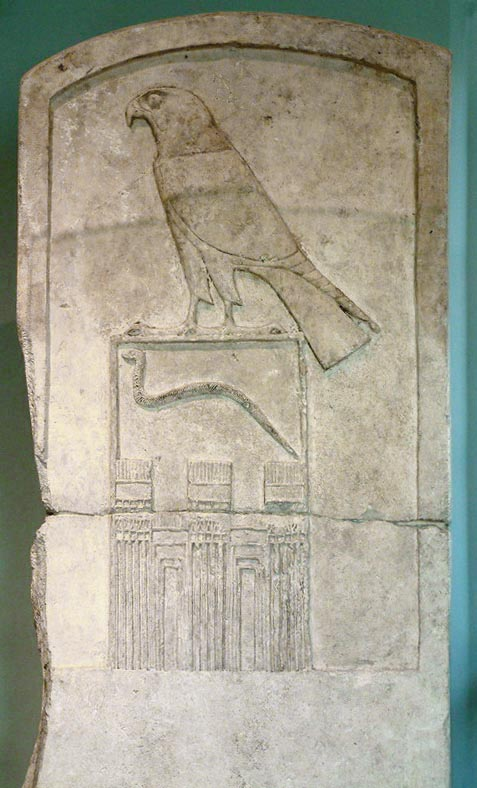
Стела фараона Джета (Уаджі)

На початку 3000 р. до н. е. боротьба між Верхнім та Нижнім Єгиптом закінчилася їх об'єднанням в єдину державу зі столицею Мемфіс.  
Правління фараонів першої династії в Єгипті: 
- Джет (правив десять років);[1]
- Мернейт (перша достовірно відома жінка в історії, регент при своєму малолітньому сині Дені);
- Ден (фараон);
- Аджіб;
- Семерхет.